# 10. Arrondissement (Marseille)
Das 10. Arrondissement ist ein Arrondissement (Stadtbezirk) der südfranzösischen Stadt Marseille. 2008 lebten hier 51.545 Menschen.

## Lage und Stadtviertel
Das Arrondissement befindet sich östlich des Stadtzentrums. Im Norden grenzt es an das 5. und 13. Arrondissement, im Osten das 11., im Süden ans 9. und im Westen ans 6. und 8. Arrondissement.
Das Arrondissement unterteilt sich in sechs Stadtviertel:
- La Capelette
- Menpenti
- Pont-de-Vivaux
- Saint-Loup
- Saint-Tronc
- La Timone

## Religion
Im 10. Arrondissement gibt es vier römisch-katholische Kirchen, eine Kirche der Siebenten-Tags-Adventisten und eine orthodoxe Kirche. Neben vier Synagogen gibt es auch drei Moscheen.

## Sport
Das Arrondissement weist zwei große Sportanlagen auf: der Palais Omnisports Marseille und die Pferderennbahn Hippodrome de Pont-de-Vivaux.